# Дахомес, Нейси
Нейси Патрисия Дахомес Баррера (исп. Neisi Patricia Dajomes Barrera; род. 12 мая 1998 года) — эквадорская тяжелоатлетка, призёрка чемпионатов мира (2017, 2018 и 2019), двукратный победитель панамериканского чемпионата, серебряный призёр Панамериканских игр. Участница летних Олимпийских игр 2016 года. Олимпийский чемпион 2020 года в Токио.

## Карьера
Сначала она увлекалась гимнастикой, прежде чем прийти в черлидинг в возрасте 13 лет. Она соревновалась в черлидинге в течение четырех с половиной лет, прежде чем заняться кроссфитом в возрасте 17 лет, а затем год спустя перешла в тяжелую атлетику.
В 2015 году на Панамериканских Играх в Торонто она выступала в весовой категории до 69 кг и заняла итоговое 2-е место с общей суммой 225 кг.
В 2016 году она приняла участие в летних Олимпийских играх в рио-де-Жанейро в весовой категории до 69 кг. Набрав общую сумму 237 кг, она заняла итоговое 7-е место.
На Панамериканском чемпионате 2017 года спортсменка из Эквадора завоевала золотую медаль в весовой категории до 75 кг, взяв вес 241 кг.
В 2017 году на чемпионате мира в Анахайме она приносит себе серебряную медаль с общим итоговым весом на штанге 240 кг.
На Панамериканском чемпионате 2018 года в Санто-Доминго, она вновь становится первой с итоговым весом 248 кг.
На чемпионате мира 2018 года в Ашхабаде Нейси в упражнение рывок завоёвывает малую бронзовую медаль, и в итоге становится третьей с общей суммой 259 кг.
В 2019 году на чемпионате мира в Паттайе второй раз подряд становится третьей с итоговым результатом 245 кг (110 кг в рывке и 135 кг в толчке).
В 2021 году на Олимпиаде в Токио Нейси Дахомес завоевала 1-е место —  263 кг (118 + 145)..
В Саудовской Аравии, где состоялся Чемпионат мира по тяжёлой атлетике 2023 года, эквадорская спортсменка в категории до 81 кг завоевала малую бронзовую медаль чемпионата мира в рывке с результатом 115 кг. В толчке она даже не вышла на помост.
На летних Олимпийских играх 2024 года Нейси выступала в весовой категории до 81 кг среди женщин и завоевала бронзовую медаль. Подняла вес 267 килограммов по сумме двух упражнений.